# Purtschellerhaus
Le Purtschellerhaus est un refuge de montagne du Club alpin allemand dans les Alpes de Berchtesgaden, qui se situe sur le Hoher Göll, à la frontière entre l'Autriche (land de Salzbourg) et l'Allemagne (Bavière).
Grâce à sa facilité d’accès, le Purtschellerhaus, propriété de la section de Sonneberg (Thuringe) du Club alpin allemand, baptisé en hommage à l’alpiniste Ludwig Purtscheller, est une destination prisée des randonneurs et des visiteurs d’un jour qui viennent ici pour jouir d’une vue panoramique. De plus, cet abri est une base importante pour les alpinistes expérimentés qui peuvent grimper à partir d’ici sur la voie normale menant au Hoher Göll. En été, il est géré en permanence, mais fermé en hiver et inaccessible en raison du risque d'avalanche élevé.

## Géographie
Le Purtschellerhaus se trouve sur l'Eckerfirst, un contrefort à 2 522 m d'altitude, voie d'accès au Hoher Göll en passant par l’Eckersattel (1 413 m) et l'Ahornbüchsenkopf (1 604 m). Il se situe au-dessus du bassin de Berchtesgaden (ouest-nord-ouest) et de la vallée de la Salzach (est).
La partie occidentale du bâtiment appartient à l'Allemagne et se situe dans une petite enclave de la Marktgemeinde de Berchtesgaden. La partie orientale du refuge se trouve dans la municipalité autrichienne de Kuchl.

## Histoire
La construction du Purtschellerhaus commence en 1899 et son inauguration a lieu le 22 juillet 1900. À l'origine, le refuge s'appelle « refuge du Hohen Göll de la section de Sonneberg ». Ludwig Purtscheller, l'un des alpinistes les plus importants de l'époque, décède peu de temps avant l'ouverture. La section de Sonneberg décide alors de le baptiser en son honneur.

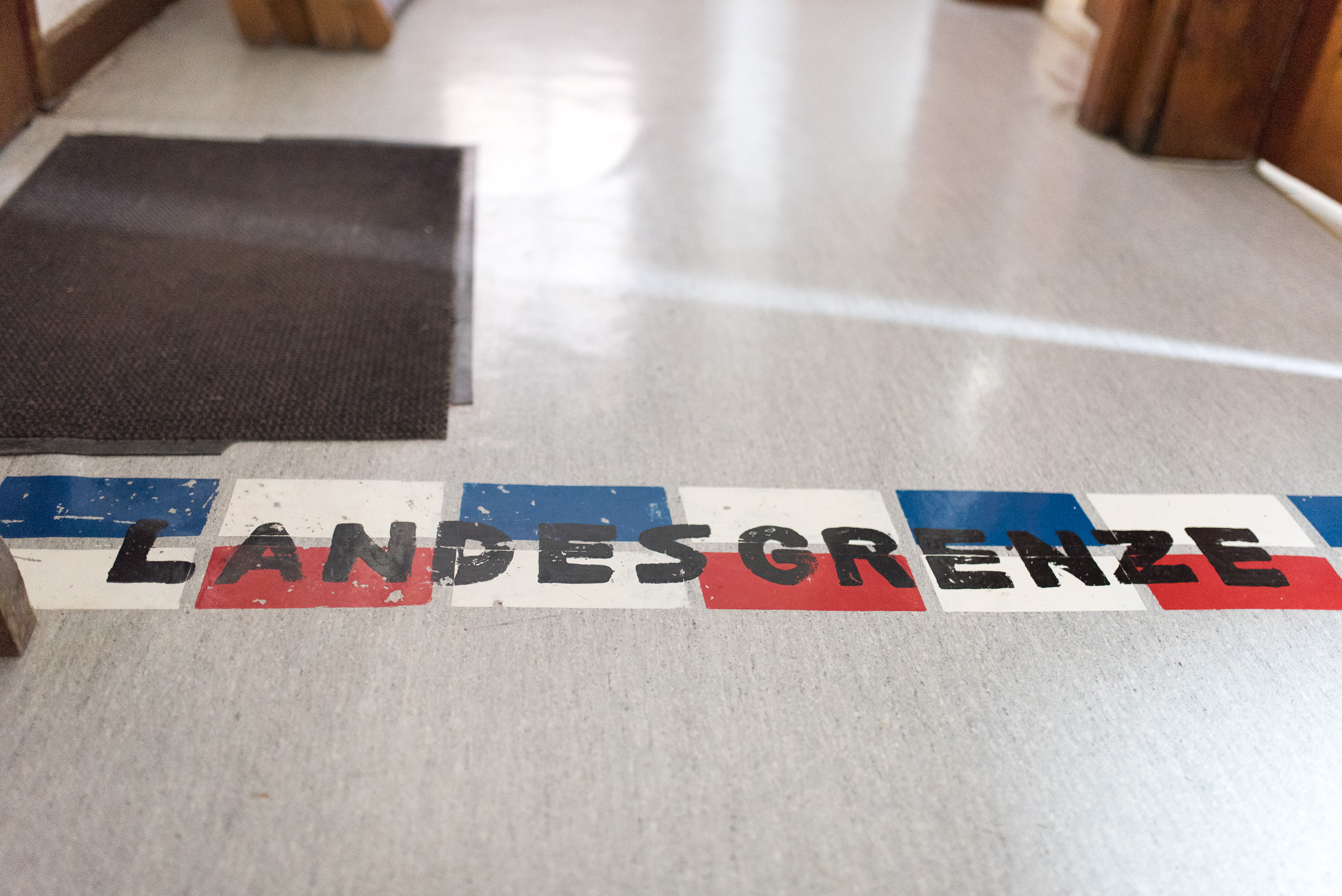
La ligne frontalière.

En 1909, les locaux sont devenus trop étroits et le refuge est agrandi par une extension. En 1937, à la suggestion de la section de Sonneberg, le tracé exact de la frontière près de la cabane est déterminé. Un tiers du refuge se situe en Allemagne et les deux tiers en Autriche. On traverse donc la frontière entre l'Allemagne et l'Autriche entre l'ancien restaurant et les toilettes, indiquée par une ligne de couleur au sol. Le Purtschellerhaus doit également cet emplacement unique à une augmentation du nombre de visiteurs après la fin de la Seconde Guerre mondiale. Comme les Alliés n’autorisent pas encore le trafic frontalier entre les deux pays, certaines personnes ne peuvent se rencontrer et parler que légalement dans le refuge. Un mariage bilatéral a même lieu ici à cette époque.
Pendant la période d'après-guerre, la maison est gérée par la section de Berchtesgaden. En 1959, la section de Sonneberg reprend le contrôle de l’administration après son déménagement à Cobourg en Haute-Franconie.

## Sites à proximité
- D'Ahornkaser (1 500 m) par l'Eckersattel, facile, temps : 1 h de marche
- Du refuge d'Enzian (1 200 m) par l'Eckersattel, facile, temps : 1 h 15.
- De Kuchl ou Golling par le Dürrfeichtalm et l'Eckersattel, facile, temps : 3 h 30.

Autres refuges
- Kehlsteinhaus (1 820 m), par le Salzburger Steig et Mannlgrat (via ferrata), niveau 2 de l'UIAA, partiellement sécurisé, en 4h30 de marche.
- Carl-von-Stahl-Haus (1 736 m) ou Schneibsteinhaus (1 668 m) par le Salzburger Steig, Gölleiten, Hoher Göll, Hohes Brett et Hunter's Cross, niveau de difficulté 1-2 de l'UIAA, partiellement sécurisé, réservé aux expérimentés, pour une durée de marche de 6 heures.

Ascensions
- Hoher Göll (2 522 m) par le Salzburger Steig, Schusterroute/Kamin et Gölleiten, niveau 2 de l'UIAA, partiellement sécurisé, durée de la marche : 3 heures.

Selon l'UIAA, il existe des voies d'escalade aux niveaux de difficulté 3 à 5.